# Chariodema pallens
Chariodema pallens är en skalbaggsart som beskrevs av Blanchard 1850. Chariodema pallens ingår i släktet Chariodema och familjen Melolonthidae. Inga underarter finns listade i Catalogue of Life.